# Власта Фолтова
Власта Фолтова (чеськ. Vlasta Foltová, 14 березня 1913, Прага — 2 травня 2001, Прага) — чехословацька гімнастка, срібна призерка олімпійських ігор.

## Біографічні дані
На Олімпіаді 1936 Власта Фолтова зайняла 2-ге місце в командному заліку. В індивідуальному заліку вона зайняла 5-те місце. Також зайняла 7-ме місце у вправах на брусах, 17-те — у вправах на колоді, 5-те — в опорному стрибку.